# 命は燃やしつくすためのもの
「命は燃やしつくすためのもの」（いのちはもやしつくすためのもの）は、布袋寅泰の楽曲である。1996年5月24日に東芝EMIより12枚目のシングルとして発売された。

## 概要
前作から9ヶ月ぶりとなる、アルバム『King & Queen』からのリカット・シングル。
オーケストラのレコーディングで知られるロンドンのエアー・スタジオを使用し、一発録りでレコーディングされた。

## 収録曲
| 全作詞・作曲・編曲: 布袋寅泰。 |                                |          |            |      |
| #                              | タイトル                       | 作詞     | 作曲・編曲 | 時間 |
| 1.                             | 「命は燃やしつくすためのもの」 | 布袋寅泰 | 布袋寅泰   | 4:40 |
| 2.                             | 「DAY BY DAY」                 | 布袋寅泰 | 布袋寅泰   | 4:50 |
| 合計時間:                      | 合計時間:                      | 9:30     |            |      |

## 曲解説
1. 命は燃やしつくすためのもの
中高生を始め、自殺者が増加する社会情勢へ向けて作られた楽曲。
PVのアウトロで布袋本人からのメッセージが聞ける。なお、このシングルバージョンは、アルバムバージョンと比べてイントロとアウトロが若干異なる。
2. DAY BY DAY

## 参加ミュージシャン
- ギター、ヴォーカル：布袋寅泰
- ドラム：MEL GAYNER
- ベース：クマ原田
- オーケストレーション：SIMON HALE
- コーラスアレンジメント：藤井丈司、阿部泰宏

## 収録アルバム
命は燃やしつくすためのもの
- King & Queen
- GREATEST HITS 1990-1999
- TONIGHT I'M YOURS

DAY BY DAY
- B-SIDE RENDEZ-VOUS
- MTV UNPLUGGED